# Лонганер
Лонгане́р (рос. Лонганер, марій. Ломбэҥер) — присілок у складі Куженерського району Марій Ел, Росія. Входить до складу Іштимбальського сільського поселення.

## Населення
Населення — 2 особи (2010; 4 у 2002).
Національний склад (станом на 2002 рік):
- росіяни — 75 %